# 嫌中
| 調査対象国     | 肯定 | 否定 | どちらでもない | 肯定-否定 |
| -------------- | ---- | ---- | -------------- | --------- |
| 日本           | 9%   | 86%  | 5              | -77       |
| スウェーデン   | 14%  | 85%  | 1              | -71       |
| オーストラリア | 15%  | 81%  | 4              | -66       |
| デンマーク     | 22%  | 75%  | 3              | -53       |
| イギリス       | 22%  | 74%  | 4              | -52       |
| アメリカ       | 22%  | 73%  | 5              | -51       |
| 韓国           | 24%  | 75%  | 1              | -51       |
| カナダ         | 23%  | 73%  | 4              | -50       |
| オランダ       | 25%  | 73%  | 2              | -48       |
| ベルギー       | 24%  | 71%  | 5              | -47       |
| ドイツ         | 25%  | 71%  | 4              | -46       |
| フランス       | 26%  | 70%  | 4              | -44       |
| スペイン       | 36%  | 63%  | 1              | -27       |
| イタリア       | 38%  | 62%  | 0              | -24       |

| 調査対象国     | 肯定 | 否定 | 肯定-否定 |
| -------------- | ---- | ---- | --------- |
| スペイン       | 15%  | 68%  | –53       |
| アメリカ       | 22%  | 70%  | –48       |
| インド         | 19%  | 60%  | –41       |
| トルコ         | 29%  | 54%  | –25       |
| フランス       | 35%  | 60%  | –25       |
| インドネシア   | 28%  | 50%  | –22       |
| イギリス       | 37%  | 58%  | –21       |
| ドイツ         | 20%  | 35%  | –15       |
| カナダ         | 37%  | 51%  | –14       |
| オーストラリア | 46%  | 47%  | –1        |
| ブラジル       | 45%  | 38%  | 7         |
| ギリシャ       | 37%  | 25%  | 12        |
| ペルー         | 49%  | 34%  | 15        |
| ロシア         | 44%  | 23%  | 21        |
| メキシコ       | 55%  | 26%  | 29        |
| ケニア         | 63%  | 27%  | 36        |
| パキスタン     | 63%  | 12%  | 51        |
| ナイジェリア   | 83%  | 9%   | 74        |
| 中国           | 88%  | 10%  | 78        |

| 調査対象国     | 肯定 | 否定 | 肯定-否定 |
| -------------- | ---- | ---- | --------- |
| チェコ         | 25%  | 69%  | –44       |
| フランス       | 21%  | 63%  | –42       |
| ルクセンブルク | 24%  | 61%  | –37       |
| ドイツ         | 26%  | 61%  | –35       |
| スウェーデン   | 31%  | 64%  | –33       |
| イタリア       | 29%  | 60%  | –31       |
| スペイン       | 29%  | 59%  | –30       |
| オランダ       | 32%  | 60%  | –28       |
| デンマーク     | 32%  | 59%  | –27       |
| ベルギー       | 34%  | 61%  | –27       |
| オーストリア   | 34%  | 57%  | –23       |
| フィンランド   | 36%  | 55%  | –19       |
| マルタ         | 30%  | 47%  | –17       |
| スロベニア     | 41%  | 53%  | –12       |
| ポーランド     | 37%  | 48%  | –11       |
| ハンガリー     | 40%  | 50%  | –10       |
| ポルトガル     | 36%  | 45%  | –9        |
| スロバキア     | 36%  | 44%  | –8        |
| アイルランド   | 39%  | 47%  | –8        |
| ギリシャ       | 45%  | 49%  | –4        |
| イギリス       | 39%  | 41%  | –2        |
| エストニア     | 43%  | 35%  | 8         |
| リトアニア     | 49%  | 36%  | 13        |
| クロアチア     | 54%  | 39%  | 15        |
| ブルガリア     | 47%  | 31%  | 16        |
| ルーマニア     | 56%  | 34%  | 22        |
| ラトビア       | 51%  | 29%  | 22        |
| キプロス       | 58%  | 27%  | 31        |

嫌中（けんちゅう、英: anti-Chinese sentiment）は、中国や中国人に対する人種差別である。

## 概要
『産経新聞』は、2005年の中国における反日活動や、東シナ海ガス田問題、靖国参拝問題、尖閣諸島問題、中国で行われている反日教育、2007年から2008年にかけて相次いで明らかになった中国産食品・中国製品の安全性問題などの諸問題により、日本人の間で中国に対する嫌悪感が広がりつつあるとしている。
2010年9月の尖閣諸島中国漁船衝突事件直後から中国各所で反日デモが繰り広げられ、多くの日本料理店などの日系企業が襲撃を受けた。さらに、環境修復事業の現場踏査をしていた日本企業フジタの技術者が拘束され、レアアースの輸出禁止処置等を中国が行った。政治的には、大阪府の橋下徹知事の訪中をキャンセルするなど外交予定をめまぐるしく変更した。これらの無法行為により、日本人の嫌中意識は飛躍的に増大し、日本全国で中国に抗議するデモが繰り広げられた。
支那（もしくは「シナ」）という呼称が用いられることがある。支那には「中国」では含まれるチベット、ウイグル、内モンゴル、満洲、台湾は一切含まれないとして使用する者もいる。

## 具体例
日本国内でよく聞かれる嫌中の声としては、次のようなものがある。
- 民族・社会的な面では、観光客のマナーに対する日本人の不満が挙げられる。
- 政治・軍事的な面では、東シナ海ガス田問題や、尖閣諸島をめぐる対立などがある。
- 経済・ビジネス・環境的な面では、GDPで日本を抜くなど経済力による脅威、コピー商品や海賊版などによる知的財産権の侵害、食品製造などでの衛生管理のずさんさ、PM2.5などによる大気汚染がある。

## 世界の嫌中度
BBCワールドサービスやピュー・リサーチ・センターやユーロバロメーターが定期的に実施している世界各国を対象とした対他国感情に関する調査によれば、調査対象国における対中・対中国人感情は否定的な回答を示しており、中国は、世界に対して悪影響を与えていると評価されている。なかでも人権意識が強い欧米諸国は、チベット問題やウイグル問題や香港問題の影響から、中国に対する悪感情が形成されており、中国を否定的にとらえる回答が多い傾向にある。アメリカ、カナダ、オーストラリア、欧州連合などの欧米諸国に限らず、係争地域で死者の出る衝突が起きたインド、韓国、日本、南シナ海問題を抱える東南アジア諸国連合関係国などのアジア諸国を含む国際社会での嫌中感情は過去最悪となっている。
2020年にシンガポールのシンクタンクであるISEASユソフ・イサーク研究所がASEAN諸国の政府高官、学者、専門家など1300人を対象に実施した調査によると、ASEAN諸国では中国の政治・経済的影響力への警戒感が広がっており、中国に不信感があるという割合は、2019年の52%弱から2020年には60%強に上昇し、また40%近くが「中国は現状の秩序を打ち壊そうとする勢力で、東南アジアを自らの影響圏に入れようとしている」との認識を示した。
2021年5月、中国の習近平総書記（最高指導者）は「自信を示すだけでなく謙虚で、信頼され、愛され、尊敬される中国のイメージづくりに努力しなければいけない」と語り、外国から「愛される中国のイメージづくり」を指示し、中国共産党が組織的に取り組み、予算を増やし、「知中的、親中的な国際世論の拡大」を実現するよう対外情報発信の強化を図るよう訴えた。
2021年の2月から5月にかけてピュー・リサーチ・センターが先進17カ国・地域を対象に実施した調査によれば、中国に対する否定的な見方が記録的な高水準にどまっていることがわかり、15カ国・地域で過半数の人々が中国を好ましくないと見ており、カナダ、ドイツ、韓国、アメリカでは中国に対する否定的な見方がこれまでで最も高くなり、中国を好ましいとする回答の方が多かったのはシンガポールとギリシャだけだった。また、習近平総書記について、17カ国・地域中1カ国を除き過半数が全くもしくはほとんど信用していないと回答し、ドイツ、フランス、スウェーデンでは半数以上が「全く」信用していないと回答した。

## アジア

### 韓国
中国は、2020年に韓服やキムチは中国起源だとする主張を強めており、韓国では東北工程に例え、文化東北工程、韓服工程、キムチ工程という批判用語が生まれるなど嫌中が高じている。2022年北京オリンピック開会式において、中国に暮らす56の民族が、中国国旗を手渡しで掲揚台までつないだが、そのなかに韓服を着た女性が少数民族の代表の1人として出演したことに対し、韓国メディアは「中国が韓国を少数民族扱いをした」と批判している。また、韓国ドラマ『ホンチョンギ』に登場する女優が着た韓服をめぐり、中国は中国文化を盗作したと主張しており、韓国では、中国が韓国のエンターテインメント産業に投資をおこなった結果、中国による介入を許しているという拒否感を呼んでいる。韓京大学校教授の尹輝鐸は、「中国は習近平政権の発足以降、愛国主義を過度に強調し、過去の中国の全盛期に存在していた文化や歴史は今もすべて中国のものだという立場を取っている」と分析している。ロイターは「キムチや韓服と呼ばれる韓国の伝統衣装など、韓国文化の一面の起源が中国にあるという最近の中国人の主張に韓国が激怒した」、CNNは「韓国人はこうしたことに長い間イライラを感じてきた」と伝えている。共に民主党の李在明は「文化を欲しがるな。文化工程反対」と批判し、国民の力の尹錫悦は「いったい大韓民国をどれだけ軽く見れば、全世界の人々が見守るオリンピック開会式で、文化工程をこれ見よがしに広げて見せられるのか」と批判した。一連の文化東北工程により、韓国では嫌中が高じており、東アジア研究院の調査によると、中国に対する韓国人の敵対感は過去5年間で16.1%から40%に増加し、米シンクタンクの調査では「韓国人は日本より中国が嫌い」ということが確認されている。

### 台湾
中国国民党の台湾統治の期間で、台湾人に差別的な政策を行い、省籍矛盾と国民党への恨みを生じた。1990年代以降、台湾民主化運動の成功と伴い、台湾人としての意識が高まる。その一方、中国が台湾の外交に干渉している。具体的な例として、台湾のWHO参加の妨害や台湾と国交関係ある国々を金銭や政治の圧力をかけて台湾と断絶させることである。
2020年以降、中国の軍用機が頻繁（ほぼ毎日）に台湾の防空識別圏に侵入し、及びコロナ禍の影響で台湾の嫌中感情があふれている。台湾政府も中国への対抗姿勢を鮮明にした。
2021年10月1日、台湾・台北の立法院前で反中国デモが行われ、チベットの旗や「光復香港、時代革命（香港を取り戻せ、時代の革命だ）」と書かれた横断幕が掲げられた。

### フィリピン
香港では多くのフィリピン人メイドたちの間で「香港人はフィリピン人メイドを奴隷のように扱っている」との不満が絶えない。弱い立場にいるメイドに対する理不尽な動きに対しては、フィリピン国内でも「民族主義的である」「内政干渉である」などといった批判がある。

### ベトナム
2014年にベトナムと中国などが領有権を主張する南沙諸島周辺での船の妨害事件が起きたことから、ベトナム国内で中国系企業への襲撃やデモが相次ぎ、領土問題を契機とした嫌中感情が高まっている。
なお、ベトナムはかつて中国の王朝に繰り返し侵略・支配された歴史を持ち、歴史的にも対中感情には複雑なものがある。
南北ベトナム統一後も、親中派の民主カンプチアに対する親ソ派のベトナムによる侵攻（カンボジア・ベトナム戦争）を巡って1979年に中国との大規模な戦争を起こし（中越戦争）、1989年までたびたび交戦（中越国境紛争）をしている状態であった。このような一連の出来事に対して、毎週日曜日に首都ハノイにある中国大使館前にて、ベトナム人が抗議のデモ活動をしている（2014年ベトナム反中デモ）。
中国とは陸続きのため、中国製品（Made in China, Made in PRC）も多く流通しているが、ベトナムでは華人（主に漢族）が急増し、不法滞在・不法就労も多発していることから、過去の侵略された歴史を含めて、反中感情を抱く者は非常に多い。

### 中国
広東、広西、四川、東北部、チベット、新疆、香港、マカオなど北京から離れた地域では、反エリート感情・ルサンチマン的な反中華感情がある。
沿岸部と大陸内陸部の経済や文明の格差、50以上の民族間の摩擦も原因である。

### タイ
中国では、タイ人が中国人のことがあまり好きではない理由として、タイと中国の交流が薄く「中国人のことはお金持ちというくらいの印象しかない」「タイ人は日本人のことが好きだが、中国人のことはそうでもない」という意見がある。

## アフリカ

### ガーナ
ガーナ中国友好連合（GCFU）は、ガーナの若者などがこれまでに鉱業分野で働く87人以上の中国人を銃殺したことを発表している。

### ザンビア
2012年8月、中国人が経営する炭鉱での事件の発生を契機に、労働環境や賃金の改善を求めた労働者による抗議が、暴動に発展した。
野党の大統領候補が「私が当選したら中国資本を追い出す」と公約した（2006年9月1日、新華社）。

## ヨーロッパ

### ウクライナ
2022年2月、ロシアによるウクライナ侵攻に伴い多くのウクライナ人が国外退避していることを受け、微博で「戦争が長引けば、ウクライナの美女が中国に来る」「美女を引き取る」といったウクライナを侮辱する投稿が繰り返されている。アメリカ政府の海外向け放送「ボイス・オブ・アメリカ」によると、こうした投稿内容はウクライナ国内でも報道されており、現地の中国人の排斥につながっており、ウクライナ在住の中国人のなかには、身分を確認された際、日本人と嘘をつくケースもある。

## 関連人物
- 張戎（中国人・評論家）
- 柏楊（台湾人・評論家）
- 石平太郎（元中国人・評論家）
- 陳巧文 (クリスティーナ・チャン)（香港人・人権活動家）
- 金完燮（韓国人・評論家）
- 小林よしのり（漫画家）
- ナンシー・ペロシ（アメリカ合衆国下院議長）
- リチャード・ギア（アメリカ合衆国俳優）
- セゴレーヌ・ロワイヤル（フランス政治家）
- スティーヴン・スピルバーグ（アメリカ合衆国映画監督）
- チャールズ3世（イギリス国王）